# Xoridesopus rugosus
Xoridesopus rugosus är en stekelart som beskrevs av Gupta 1983. Xoridesopus rugosus ingår i släktet Xoridesopus och familjen brokparasitsteklar. Inga underarter finns listade i Catalogue of Life.